# Х-подібні знаки

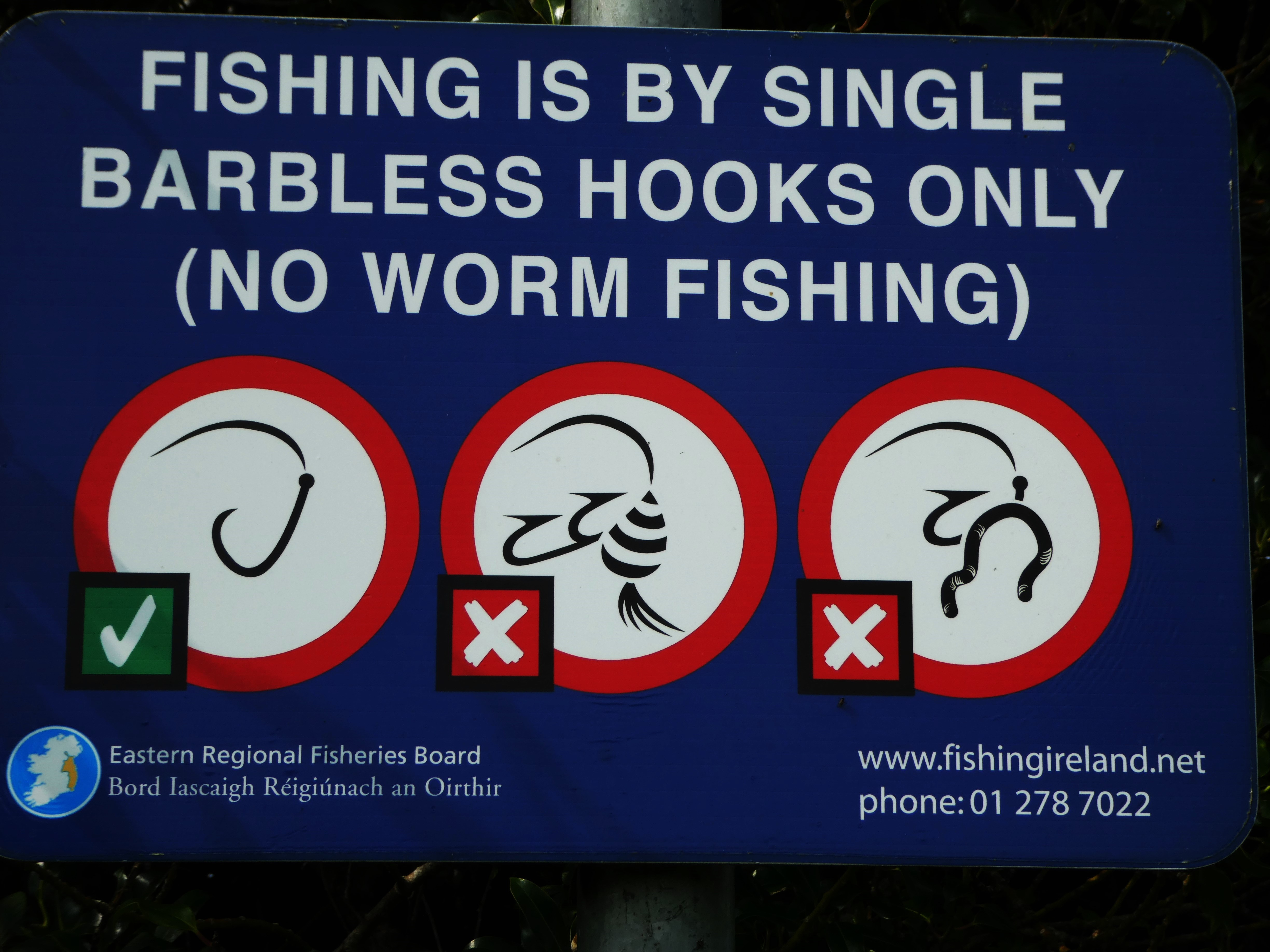
Одна галочка і два хрестика.

Х-подібні знаки (хрестики) використовуються для позначення концепції заперечення (наприклад, «ні, я не згоден», «ні, це не правильно», «ні, це не перевірено» тощо), а також як мітка (у виборчих бюлетенях чи у картах). На противагу Х-подібним знакам, в західній культурі існують знаки-прапорці у вигляді галочок для позначення концепції згоди (в Японії та Кореї такими знаками є О-подібні знаки).
Х-подібні знаки також використовують для заміни підпису для сліпої чи неписьменної людини, яка не може написати своє ім'я. Зазвичай, написання хрестика, що використовується для цієї мети — має бути додатково підтверджене щоб бути дійсним.

## Юнікод
У юнікоді існують наступні Х-подібні знаки:
| Символ | Код юнікоду | Назва англійською мовою           |
| ------ | ----------- | --------------------------------- |
| ☐      | U+2610      | BALLOT BOX                        |
| ☒      | U+2612      | BALLOT BOX WITH X                 |
| ✗      | U+2717      | BALLOT X                          |
| ✘      | U+2718      | HEAVY BALLOT X                    |
| X      | U+0058      | LATIN CAPITAL LETTER X            |
| x      | U+0078      | LATIN SMALL LETTER X              |
| ×      | U+00D7      | MULTIPLICATION SIGN               |
| Χ      | U+03A7      | GREEK CAPITAL LETTER CHI          |
| χ      | U+03C7      | GREEK SMALL LETTER CHI            |
| Х      | U+0425      | CYRILLIC CAPITAL LETTER HA        |
| х      | U+0445      | YRILLIC SMALL LETTER HA           |
| ╳      | U+2573      | BOX DRAWINGS LIGHT DIAGONAL CROSS |
| ☓      | U+2613      | [SALTIRE                          |
| ✕      | U+2715      | MULTIPLICATION X                  |
| ✖      | U+2716      | HEAVY MULTIPLICATION X            |
| ❌     | U+274C      | CROSS MARK                        |
| ❎     | U+274E      | NEGATIVE SQUARED CROSS MARK       |
| ⨉      | U+2A09      | N-ARY TIMES OPERATOR              |
| ⨯      | U+2A2F      | VECTOR OR CROSS PRODUCT           |
| 🗙      | U+1F5D9     | CANCELLATION X                    |
| 🗴      | U+1F5F4     | BALLOT SCRIPT X                   |
| 🞨      | U+1F7A8     | THIN SALTIRE                      |
| 🞩      | U+1F7A9     | LIGHT SALTIRE                     |
| 🞪      | U+1F7AA     | MEDIUM SALTIRE                    |
| 🞫      | U+1F7AB     | BOLD SALTIRE                      |
| 🞬      | U+1F7AC     | HEAVY SALTIRE                     |
| 🞭      | U+1F7AD     | VERY HEAVY SALTIRE                |
| 🞮      | U+1F7AE     | EXTREMELY HEAVY SALTIRE           |